# Лампе, Ютта
Ютта Лампе, также Лямпе (нем. Jutta Lampe, 13 декабря 1937, Фленсбург — 3 декабря 2020, Берлин) — немецкая актриса театра и кино.

## Биография
Училась сценическому искусству у Эдуарда Маркса в Гамбурге. Дебютировала в государственном театре Висбадена. Потом играла в Маннгейме и Бремене, где в 1960-х годах получила известность в постановках Петера Цадека и Петера Штайна. Три десятилетия играла в знаменитом берлинском театре Шаубюне в спектаклях Клауса Михаэля Грубера, Люка Бонди, Роберта Уилсона и др. В 2000 покинула театр, в 2003 вернулась в него, сыграв Андромаху в одноимённой трагедии Расина, поставленной Люком Персевалем.
В кино снималась у Маргарет фон Тротты, Ханса-Юргена Зиберберга, Люка Бонди, Анджея Вайды и др.

## Театр
- 1971: Петер Хандке Der Ritt über den Bodensee (режиссёр Клаус Пайманн)
- 1971: Хенрик Ибсен Пер Гюнт (Петер Штайн)
- 1974: Еврипид Вакханки (Клаус Михаэль Грубер)
- 1977: Шекспир Как вам это понравится (Петер Штайн)
- 1982: Бото Штраус Kalldewey, Farce (Люк Бонди)
- 1984: Чехов Три сестры (Петер Штайн)
- 1989: Вирджиния Вулф Орландо (Роберт Уилсон)
- 1995: Чехов Вишнёвый сад (Петер Штайн)
- 1999: Гёте Стелла (Андреа Брет)
- 2000: Чехов Чайка (Люк Бонди)
- 2002: Сэмюэл Беккет Счастливые дни (Эдит Клевер)
- 2005: Бото Штраус Один и другой (Люк Бонди)
- 2007: Теннесси Уильямс Стеклянный зверинец (Самир)

## Фильмография
- 1968: Мера за меру / Maß für Maß (TV, Петер Цадек)
- 1969: Торквато Тассо / Torquato Tasso (TV, Петер Штайн)
- 1971: Мать / Die Mutter (TV, Петер Штайн и др.)
- 1973: Принц Фридрих Гомбургский / Prinz Friedrich von Homburg (TV, Петер Штайн)
- 1976: Дачники / Sommergäste (Петер Штайн, сценарий Бото Штрауса по драме М.Горького)
- 1979: Сёстры, или Баланс счастья / Schwestern oder Die Balance des Glücks (Маргарет фон Тротта)
- 1980: Groß und Klein (Петер Штайн)
- 1981: Свинцовые времена / Die bleierne Zeit (Маргарет фон Тротта)
- 1985: / Der Park (TV, Петер Штайн)
- 1986: Три сестры / Drei Schwestern (TV, Петер Штайн)
- 1987: Далёкая страна / Das weite Land (Люк Бонди)
- 1988: Бесы / Les Possédés (Анджей Вайда)
- 1992: Преступление и наказание / Schuld und Sühne (TV, Анджей Вайда)
- 1998: Die Ähnlichen (TV, Петер Штайн)
- 2003: Розенштрассе / Rosenstraße (Маргарет фон Тротта)
- 2003: Familienkreise (TV)

## Признание
Лауреат многих премий за роли в театре и кино, включая премию лучшей актрисе Венецианского МКФ (1981), Берлинскую театральную премию (1992), орден За заслуги в науке и искусстве (1997), театральную премию имени Иоганна Нестроя (2000, Вена), премию Станиславского (2004, Москва) и др.